# Abies alba
Abies alba, el abeto común o abeto blanco es un árbol perennifolio de la familia de las pináceas, originaria de las regiones montañosas de Europa. De porte piramidal, tamaño medio o elevado, entre 20 y 50 metros, puede alcanzar los 60 metros de altura, su tronco es derecho y columnar, desprovisto de ramas en su parte inferior, de hasta 6 metros de circunferencia, con corteza cenicienta a blanquecina, lisa y con vesículas resinosas; se oscurece y resquebraja en los ejemplares viejos.

## Características

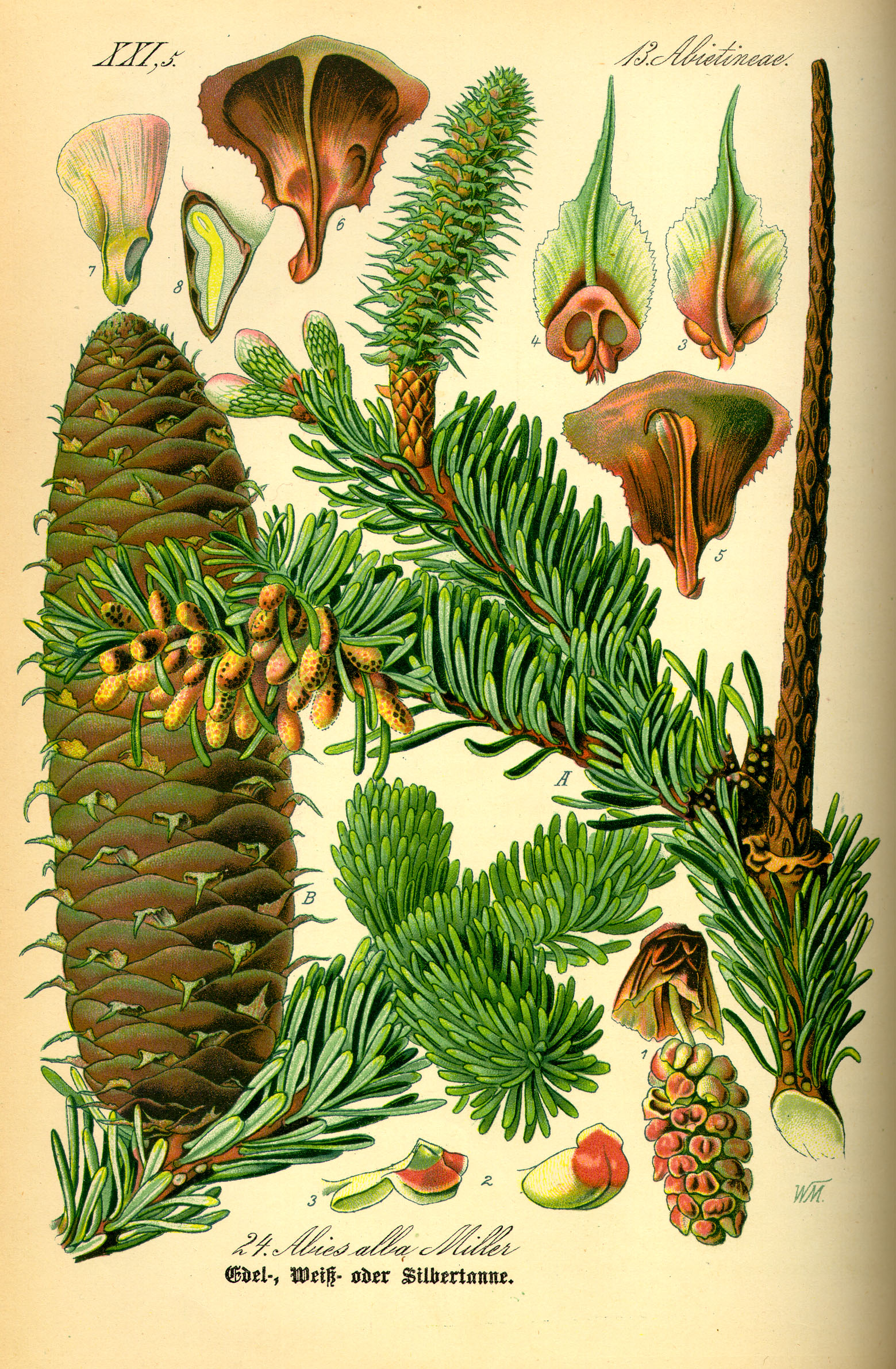
Ilustración de partes de la planta

Es un árbol perennifolio, de hojas lineales de 1,5 a 3 cm, planas, solitarias, no punzantes, dispuestas en dos hileras gruesas con dos líneas blanquecinas en la parte inferior; yemas no resinosas. Sus ramas desde el suelo son casi horizontales. Estróbilos erectos entre 10 y 20 cm con escamas tectrices. Los conos masculinos, amarillentos, miden de 7-12 mm y aparecen agrupados en la parte inferior de las ramillas. Los conos femeninos, verdosos, miden de 10-18 cm de longitud, erectos, verdosos al desarrollarse.

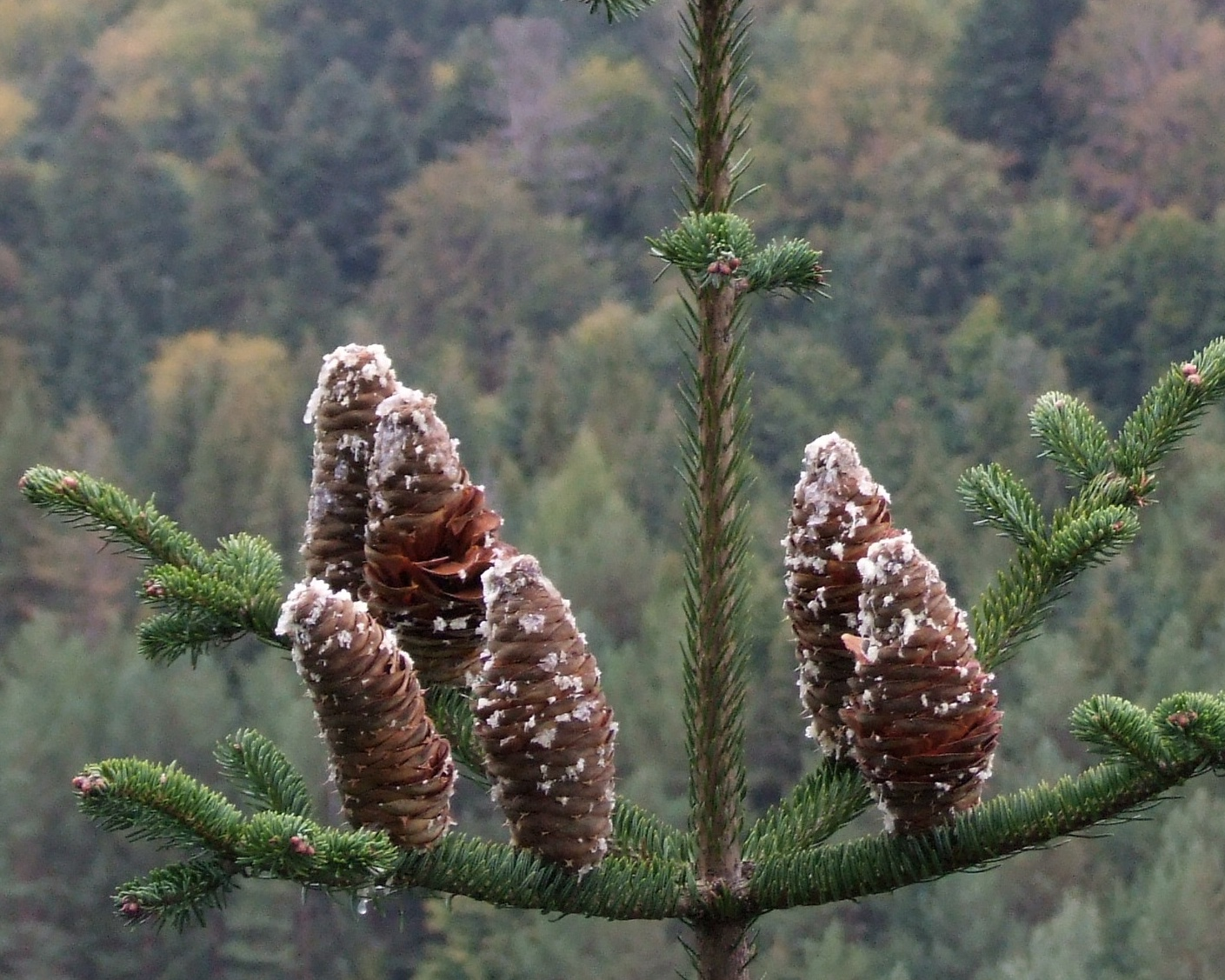
Los estróbilos de Abies alba son erectos

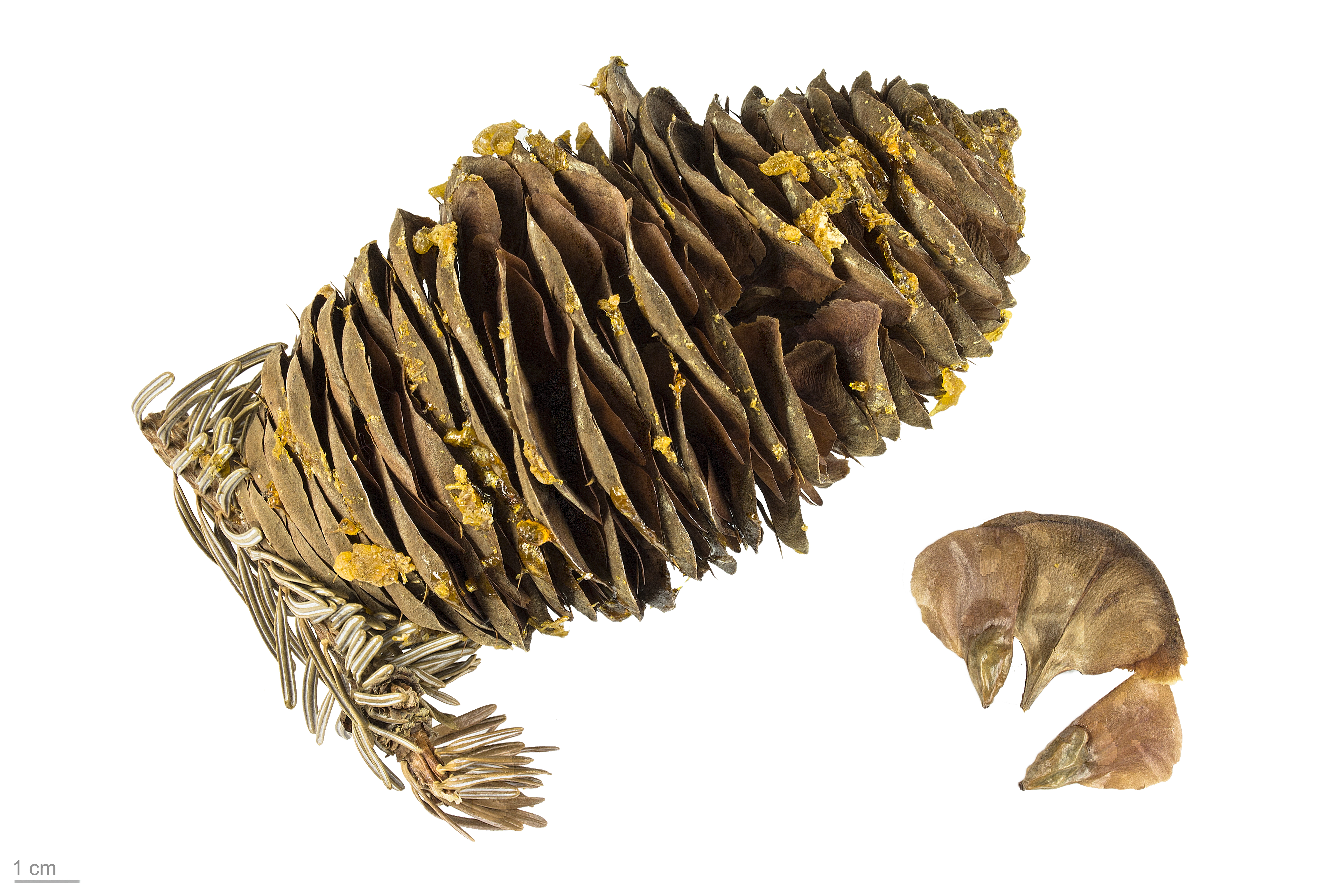
Abies alba

### Floración
Florece en la primavera, durante el mes de abril. Los conos maduran en el otoño siguiente. Las flores se dividen en conos femeninos (las piñas o estróbilos) y en conos masculinos (donde se encuentra el polen)

### Hábitat
En las laderas y umbrías de las montañas, principalmente sobre los suelos frescos y profundos, tanto en los ricos como en los pobres de cal, con óptimo entre los 700 y 1800 metros, pero alcanzando con frecuencia los 2000 m. Requiere un clima húmedo, con sequía estival no muy acusada, perjudicándole mucho las heladas tardías. Se asocia al haya y también al pino albar, cuando este es favorecido; o con el pino negro en su límite superior.

### Distribución
Es una especie abundante en el centro de Europa, distribuyéndose mayormente por macizos montañosos: es muy abundante en los Alpes, los Pirineos, los Cárpatos y los Alpes Dináricos. En principio no son muy comunes en la península ibérica, aunque se ha repoblado con esta especie algunas áreas de la cornisa cantábrica y el parque nacional de Peneda-Geres (Portugal). En España se desarrolla especialmente en los Pirineos, encontrándose sus masas más importantes en la Comunidad Foral de Navarra y provincias de Huesca, Lérida, Barcelona (Alto Bergueda, refugio de Rio) y Gerona. Alcanza su límite más meridional en el Montseny y Sierra de Guara.

## Historia
Dioscórides no menciona el abeto, pero Andrés Laguna lo clasifica junto con otras coníferas parecidas como el pino, y dice "Mas el abeto produce aquel excelente líquido incógnito a los antiguos, comúnmente llamado óleo de abeto, el cual se coge rompiendo ciertas vexiguillas que se hinchan entre corteza y corteza de dicho abeto, en las cuales milagrosamente se engendra. Es muy claro, puro, transparente, oloroso y amargo y tiene la virtud de soldar heridas frescas, y de encorar los callos. Tomado por la boca resuelve toda ventosidad, vale contra dolores de yjada, purga las arenas de los riñones y mitiga los dolores de las junturas y de los nervios".

### Observaciones
El nombre científico de este abeto, alba, alude sin duda al color blanquecino de su corteza, rica en taninos. 
La madera es blanca, ligera, poco resinosa, fácil de trabajar, es muy usada en la construcción, en ebanistería fina, para la confección de instrumentos musicales como órganos y en la fabricación de papel. La corteza es rica en taninos. 
La trementina, que se obtiene de vejigas corticales, es un líquido de olor resinoso y sabor algo amargo, que los latinos llamaron lacryma abietis y que gozó de gran fama como balsámico y vulnerario. Sin tratar se conoce con el nombre de resina y se utiliza para calafatear los barcos.

## Reconocimiento
Base de la hoja no decurrente (huella limpia al arranacar la hoja, ejes del ramillo suaves al tacto), inserción del peciolo circular (y que no sobresale de la superficie del ramillo, liso). Hojas normalmente escotadas en el ápice, de sección aplanada, largas, verde oscuro. 
Piñas erectas de escamas caducas y brácteas tectrices de las mismas salientes.

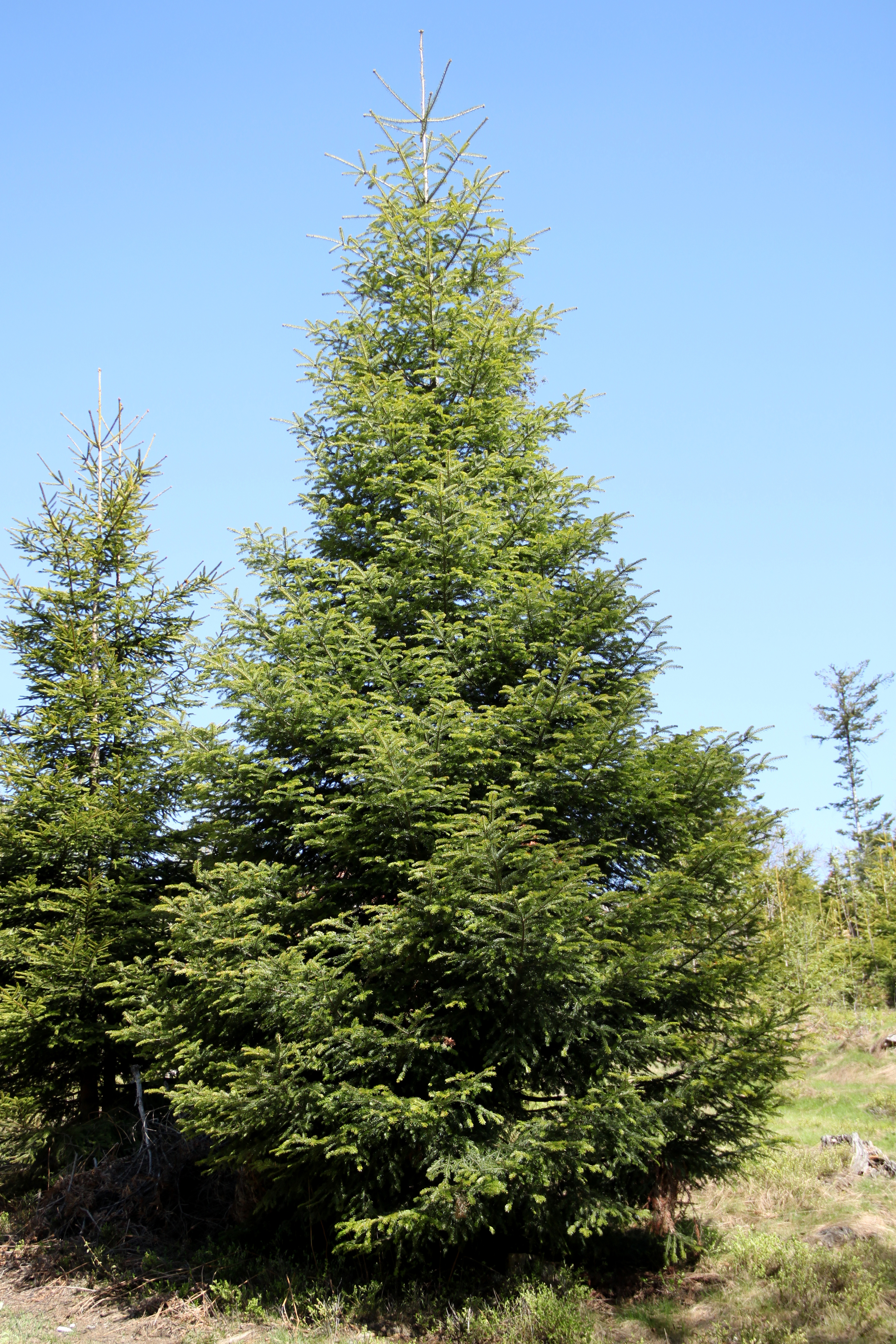
Vista del árbol

## Propiedades
Tiene propiedades similares a las del pino. Las yemas son ricas en resina, y sus esencias principales son el limoneno y el alfa pineno. Las hojas presentan una notable cantidad de esencias, además de glucósidos y piceína. La corteza es rica en taninos y flobaceno. La resina además de ser rica en trementina, tiene cierta cantidad de ácido abietínico.
- Por vía interna se utiliza como balsámico y pectoral ya que tiene propiedades anticatarrales, antigripales y diuréticas. La infusión se tomará a razón de cuatro tacitas diarias.
- Por vía externa, es cicatrizante y resolutivo si se aplica sobre abscesos y tumores.
- Por vía externa como fricción, su esencia de trementina actúa como remedio contra los dolores reumáticos.
- Se utiliza como desinfectante doméstico. No obstante, debe utilizarse con precaución, ya que la esencia del abeto produce en algunas personas fenómenos alérgicos.[2]

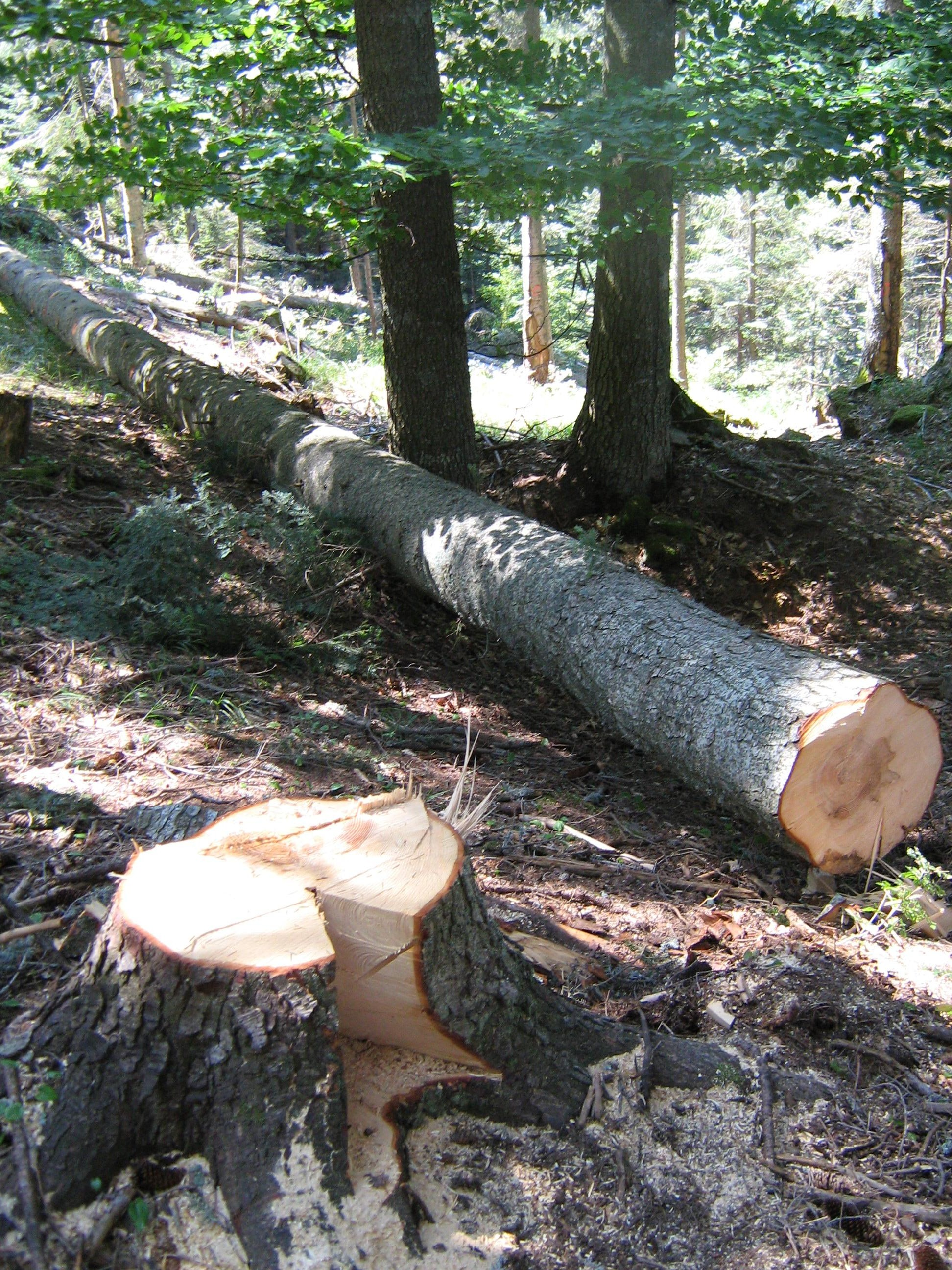
El abeto blanco es una especie muy importante para la silvicultura.

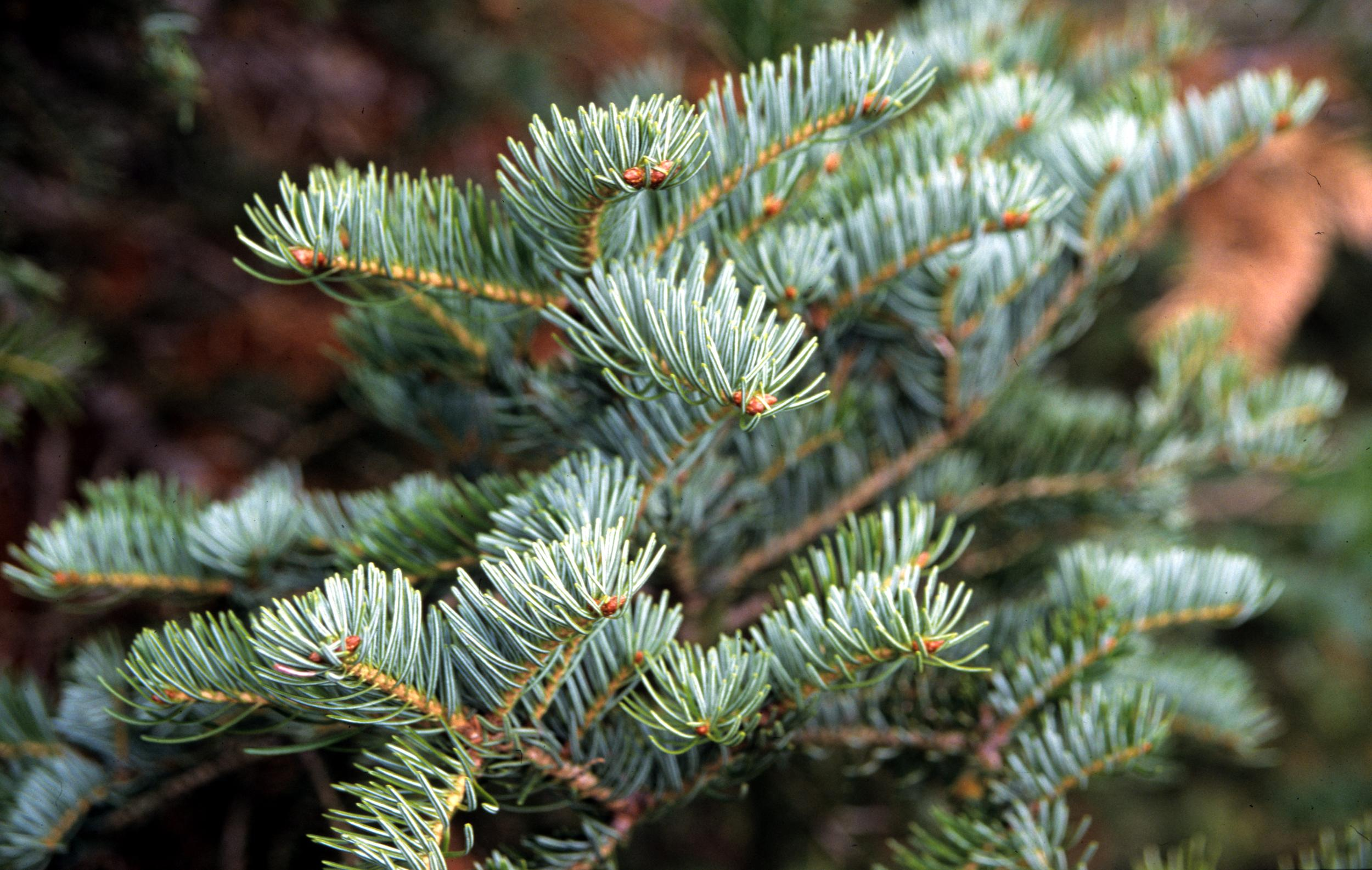
Follaje

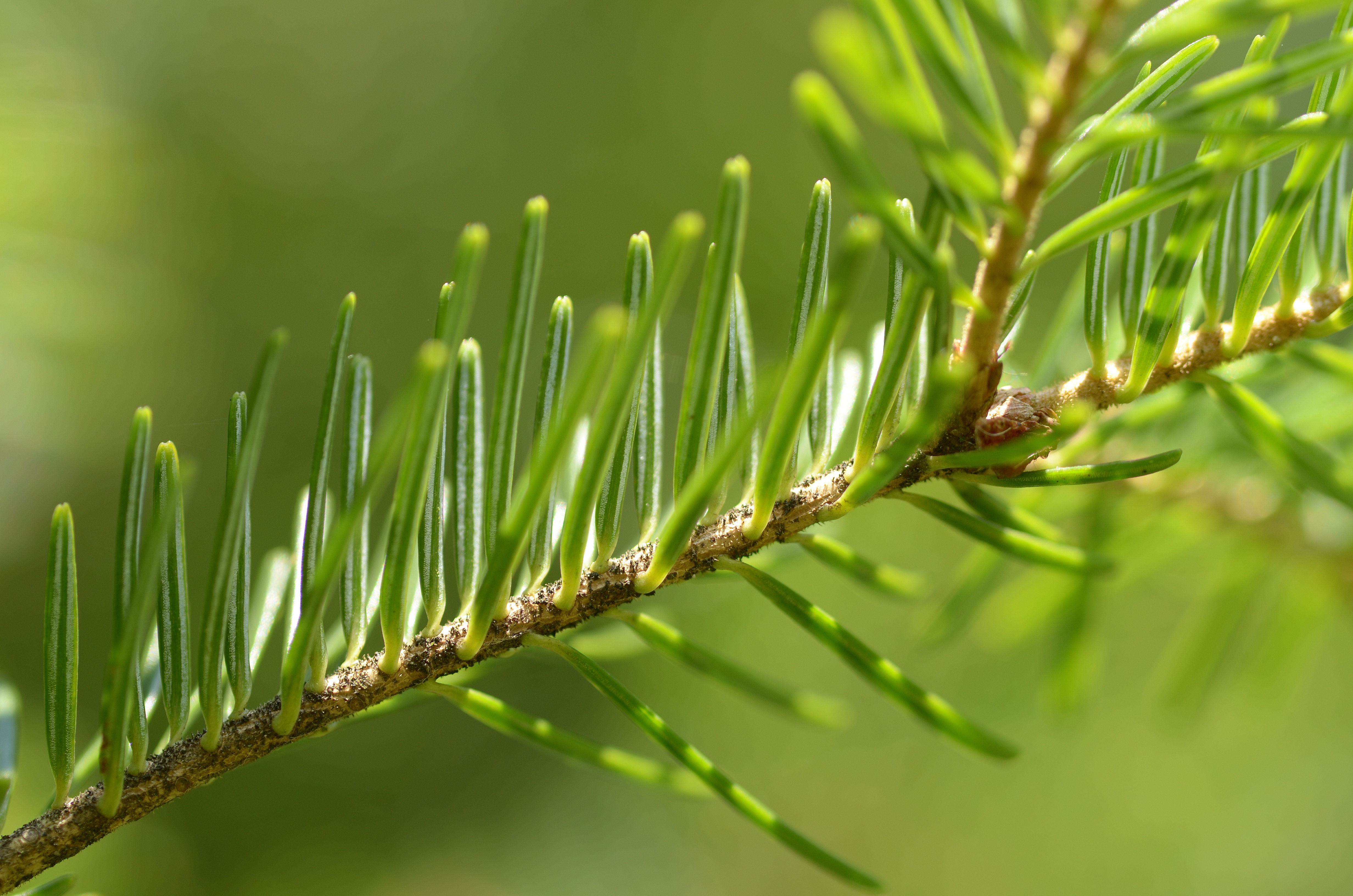
Detalle de las hojas

## Taxonomía
Abies alba fue descrita por Philip Miller y publicado en The Gardeners Dictionary:...edition seven 110, 2. 1759.
Etimología
Abies: nombre genérico que viene del nombre latino de Abies alba.
alba: epíteto latíno que significa "blanco"
Sinonimia
- Abies alba subsp. apennina Brullo, Scelsi & Spampinato[6]
- Abies alba var. pardei (Gaussen) Silba
- Abies alba var. podolica R.I. Schröd.
- Abies argentea Chambray
- Abies baldensis (Zuccagni) Nyman
- Abies chlorocarpa Purk. ex Nyman
- Abies pardei Gaussen
- Peuce abies (Du Roi) Rich.
- Picea pectinata (Lam.) Loudon
- Pinus abies var. pectinata (Lam.) H. Christ
- Pinus baldensis Zuccagni
- Pinus lucida Salisb.
- Pinus pectinata Lam.

Sinónimos ambiguos:
- Abies excelsa Link
- Abies nobilis A. Dietr.
- Abies pectinata (Lam.) Lam. & DC.
- Abies picea (L.) Lindl.
- Abies taxifolia Desf.
- Abies vulgaris Poir.
- Picea excelsa Wender.
- Pinus abies Du Roi
- Pinus abies var. leioclada Steven ex Endl.
- Pinus heterophylla K. Koch
- Pinus picea L.

## Nombre común
Castellano: abete, abeto, abeto blanco, abeto-branco, abeto común, abeto de Escocia, abeto de hoja de tejo, abeto de hojas de tejo, abeto de Normandía, abeto noble, abeto pectinado, abeto plateado, abetuna, abetunas, picea, pinabete, pinabete común, pinavete, pino-abeto, sapino.